# Valdecarpinteros
Valdecarpinteros es un despoblado español del municipio de Ciudad Rodrigo, en la provincia de Salamanca, Castilla y León. Se integra dentro de la comarca de Ciudad Rodrigo y la subcomarca de La Socampana. Pertenece al partido judicial de Ciudad Rodrigo.

## Historia
La fundación de Valdecarpinteros se remonta a la repoblación efectuada por los reyes leoneses en la Edad Media, quedando integrado en la jurisdicción de Ciudad Rodrigo, dentro del Reino de León. Con la creación de las actuales provincias en 1833, Valdecarpinteros quedó encuadrado como municipio independiente en la provincia de Salamanca, dentro de la Región Leonesa y el partido judicial de Ciudad Rodrigo.
Así, fue en torno a 1850 cuando Valdecarpinteros perdió su condición de municipio para integrarse en el de Ciudad Rodrigo, al que pertenece en la actualidad. En el último censo en que aparecía como un municipio independiente, el de 1857, Valdecarpinteros tenía 50 habitantes y 13 hogares.